# Bourtzès
 (avril 2022).
La famille Bourtzès (Bourtzai pour le pluriel byzantin) est une famille aristocratique de l'Empire byzantin, principalement active entre le Xe siècle et le XIe siècle. Son principal représentant est Michel Bourtzès (naissance dans les années 930 - mort dans les années 990).

## Histoire
Les origines de cette famille sont méconnues. L'étymologie permet deux hypothèses. Le patronyme pourrait venir de l'arabe bourdjy, signifiant « venant de la tour », proche du grec πύργος ; il pourrait aussi faire référence à la forteresse de Bourzô-Sôtèroupolis. Dans ce cas, cette famille serait d'origine arménienne. Peter Charanis ajoute à ce sujet que plusieurs membres de la famille portent le prénom de Bardas, typiquement arménien et que Michel Bourtzès prend le parti de Bardas Sklèros, d'origine arménienne. Cependant, ces éléments ne suffisent pas à définir l'origine précise de cette famille, d'autres de ses prénoms étant typiquement grecs.
Jean-Claude Cheynet et Jean-François Vannier font l'hypothèse qu'il s'agirait d'une famille d'origine arabe, qui se serait installée dans l'Empire. Elle se serait enracinée dans le thème des Anatoliques où, au moment de l'apparition de Michel Bourtzès aux alentours de l'an 1000, elle dispose déjà d'une solide implantation. Tout au long du XIe siècle, les membres de cette famille gouvernent cette région, jusqu'à son invasion par les Seldjoukides, à laquelle tente de s'opposer un autre Michel Bourtzès.
Dans l'ensemble, les Bourtzès sont une famille de militaires. Ils participent régulièrement à la défense de la frontière orientale de l'Empire. Avec la perte de l'Asie Mineure, certains de ses membres semblent avoir essayé de s'installer en Europe, en obtenant des terres à Thessalonique de la part du rebelle Nicéphore Mélissène. Cependant, ils disparaissent quasiment des sources après l'arrivée des Comnène en 1081, ce qui semble démontrer qu'ils ont disparu des grandes familles aristocratiques de l'Empire avec la conquête turque. Elle perdure jusqu'au début du XIIIe siècle, occupant encore des postes d'importance mais sans lien avec la famille régnante.

## Membres connus
| Nom                 | Période                      | Notes | Références |
| ------------------- | ---------------------------- | --- | ---------- |
| Michel Bourtzès     | Vers 930-935 - vers 995      | Membre le plus connu de la famille, il combat les Arabes sur la frontière orientale de l'Empire et s'empare de la puissante ville d'Antioche. |            |
| Bourtzaina          | Deuxième moitié du Xe siècle | Sœur de Michel Bourtzès, elle n'est connue que par la mention de son fils. |            |
| N. Bourtès          | fin du Xe siècle             | Fils aîné de Michel Bourtzès, il défend Antioche en 976. |            |
| Constantin Bourtzès | Vers 1025                    | Autre fils de Michel Bourtzès, patrice, il est un conseiller de l'empereur Basile II et se défie de Constantin VIII, qui le fait aveugler en 1025 ou 1026. Vitalien Laurent pense qu'il a pu être duc d'Antioche mais cette hypothèse est généralement rejetée. |            |
| Constantin Bourtzès | Milieu du XIe siècle         | Connu comme axiarque d'Iconium sur un sceau et comme magistros sur un autre. La première fonction, mal connue, pourrait s'apparenter à celle de taxiarque. |            |
| Michel Bourtzès     | Vers 1020-1060               | Petit-fils de Michel Bourtzès, il complote avec ses deux frères, Théognoste et Samuel, contre Romain III Argyre en 1029. Démasqués, ils sont exhibés sur la Mésè puis envoyés en exil. Rappelé d'exil, Michel semble poursuivre une carrière fructueuse, possiblement patrice et stratélate, puis vestarque, il fait partie des généraux qui s'estiment lésés sous Michel VI en 1056. Partisan d'Isaac Ier qui renverse l'empereur en 1057, il devient stratège des Anatoliques. |            |
| Théognoste Bourtzès | Milieu du XIe siècle         | Frère du précédent, il complote contre Romain III avant d'être exilé et disparaît des sources à cette occasion. |            |
| Samuel Bourtzès     | Vers 1030-1050               | Frère des deux précédents, il s'engage comme eux dans un complot contre Romain III avant d'être exilé. Il réapparaît dans les sources sous Constantin IX comme général. Engagé dans une campagne contre les Petchénègues, il dirige l'infanterie à l'occasion de la bataille de Basilikè Labada, où il se distingue par son incompétence. Il lance la bataille prématurément, sans en informer le commandant en chef de l'armée et est lourdement vaincu.                        |            |